# Крылошевская башня
Крылошевская башня (Крылошеевская, Клирошанская, Кринчашевская, Рачевская) — одна из несохранившихся до наших дней башен Смоленской крепостной стены.

## Местонахождение и внешний вид
Крылошевская башня находилась примерно в 150 метрах к юго-востоку от Костыревской башни, по линии нынешней улицы Соболева. Представляла собой четырёхугольную башню с большими проезжими воротами. Ворота башни вели в слободу Рачевка и имели опускаемую решётку. Под башней имелась подземная галерея. Перед башней находились земляные укрепления.

## История
Крылошевская башня получила своё название от Крылошевского предместья города. В древности на её месте размещалась одноимённая башня старой деревянной крепости, которая была разбита осенью 1513 года войсками царя Василия III.
Крылошевская башня находилась между Костыревской (ныне перестроена) и Стефанской башней (ныне не существует). В 1611 году во время осады Смоленска польскими войсками была взорвана. В том же году поляки восстановили башню, установив у неё караульную будку и гауптвахту.
В 1782—1784 года из-за ветхости башня была разобрана. В 1812 году был разрушен её фундамент, по которому была проложена дорога в Рачевское предместье (ныне — улица Соболева). Остатки земляных укреплений были видны до начала XX века.